# بهره حلقه
در نظریه الکترونیک و سامانه کنترل، بهرهٔ حلقه (به انگلیسی: Loop gain) مجموع بهره است که به صورت نسبت یا برحسب دسی بل، حول یک حلقه بازخورد بیان می‌شود. حلقه‌های بازخورد به‌طور گسترده‌ای در الکترونیک در تقویت‌کننده‌ها و نوسان‌سازها و به‌طور کلی در سامانه‌های کنترل صنعتی الکترونیکی و غیرالکترونیکی برای کنترل کارخانه و تجهیزات صنعتی استفاده می‌شود. این مفهوم در زیست‌شناسی نیز کاربرد دارد. در یک حلقه بازخورد، خروجی یک دستگاه، فرایند یا کارخانه نمونه برداری می‌شود و برای تغییر ورودی، برای کنترل بهتر خروجی اعمال می‌شود. بهره حلقه، همراه با مفهوم مربوط به جابه‌جایی فاز حلقه، رفتار دستگاه و به ویژه پایدار بودن یا ناپایدار بودن خروجی را تعیین می‌کند که می‌تواند منجر به نوسان شود. اهمیت بهره حلقه به عنوان پارامتری برای توصیف‌کردن تقویت‌کننده‌های بازخوردی الکترونیکی برای اولین بار توسط هاینریش بارک‌هاوزن در سال ۱۹۲۱ شناسایی شد و توسط هندریک وید بُد و هری نایکوئیست در آزمایشگاه‌های بل در دهه ۱۹۳۰ توسعه یافت.

نمودار بلوکی تقویت‌کننده الکترونیکی با بازخورد.

یک نمودار بلوکی تقویت‌کننده الکترونیکی با بازخورد منفی در سمت راست نشان داده شده‌است. سیگنال ورودی با بهره حلقه-باز A به تقویت‌کننده اعمال می‌شود و تقویت می‌شود. خروجی تقویت‌کننده به یک شبکه فیدبک با بهره β اعمال می‌شود و از ورودی به تقویت‌کننده کم می‌شود. بهره حلقه با تصور شکسته‌شدن حلقه بازخورد در نقطه‌ای و محاسبه بهره این شبکه در صورت اعمال سیگنال محاسبه می‌شود. در نمودار نشان‌داده‌شده، بهره حلقه حاصل ضرب بهره‌های تقویت‌کننده و شبکه بازخورد، -Aβ است. علامت منفی به این دلیل است که سیگنال بازخورد از ورودی کم می‌شود.
بهره‌های A و β و درنتیجه بهره حلقه معمولاً با فرکانس سیگنال ورودی تغییر می‌کنند و بنابراین معمولاً به صورت توابعی از فرکانس زاویه‌ای ω برحسب رادیان بر ثانیه بیان می‌شوند. اغلب به صورت نموداری با فرکانس در محور افقی ω و بهره در محور عمودی نمایش داده می‌شود. در تقویت‌کننده‌ها، بهره حلقه تفاوت بین منحنی بهره حلقه-باز و منحنی بهره حلقه-بسته (در واقع، منحنی ۱/β) در مقیاس دسی‌بل است.